# Кларк, Эллис
Сэр Эллис Эммануэль Инносент Кларк (англ. Ellis Emmanuel Innocent Clarke; 28 декабря 1917, Порт-оф-Спейн, колония Тринидад и Тобаго — 30 декабря 2010, Порт-оф-Спейн) — тринидадо-тобагианский государственный и политический деятель. Первый президент Тринидад и Тобаго (1976—1987), последний генерал-губернатор Тринидада и Тобаго (1972—1976).

## Биография
В 1941 году окончил Университетский колледж Лондонского университета со степенью бакалавра права. Вернувшись на родину, занимался адвокатской практикой в компании Gray’s Inn (1941—1954). Был одним из авторов конституции Тринидада и Тобаго, после обретения страной независимости (1962).
- 1954—1956 гг. — генеральный солиситор (главный прокурор), а затем заместитель министра по делам колоний,
- 1957—1962 гг. — генеральный прокурор Федерации Вест-Индии,
- 1962—1968 гг. — постоянный представитель Тринидада и Тобаго при ООН и посол в США, посол в Канаде и Мексике (по совместительству).
- 1968—1973 гг. — председатель авиакомпании West Indies Airways,
- 1972—1973 гг. — генерал-губернатор Тринидада и Тобаго.

В августе 1976 года Тринидад и Тобаго был провозглашён республикой и Кларк был единогласно избран первым президентом страны коллегией выборщиков, в которую вошли члены обеих палат парламента. В 1987 году он переизбран на второй срок. Разногласия с правительством партии Национальный альянс за реконструкцию не позволили политику баллотироваться на третий президентский срок.
В 1972 году королевой Елизаветой II был возведён в рыцарское достоинство.
24 ноября 2010 года Кларк перенёс обширный инсульт. Он умер 30 декабря 2010 года, через два дня после своего 93-летия. Кларк был похоронен 7 января 2011 года.